# 데이비드 아이겐버그
데이비드 아이겐버그(David Eigenberg, 1964년 5월 17일 ~ )는 미국의 배우이다.

## 출연 작품
- 모스맨
- 드리프트우드 - 노리스 역
- 섹스 앤 더 시티 - 스티브 브래디 역